# Yahav Gurfinkel
Yahav Gurfinkel (hebreiska: יהב גורפינקל) född 27 juni 1998 i Amikam, Israel, är en israelisk fotbollsspelare (försvarare) som senast spelade för IFK Norrköping i Allsvenskan.

## Karriär
Gurfinkel inledde sin karriär i Maccabi Haifa där han gjorde debut i den israeliska ligan den 21 januari 2017 i en match mot Ironi Kiryat Shmona. Han spenderade sedan de efterföljande säsongerna på lån i ett flertal olika klubbar i Israel innan han den 7 juli 2021 värvades till IFK Norrköping.
Efter bara totalt sex Allsvenska, varav en start, matcher under säsongen 2021 och sex minuter i Svenska Cupen kom Gurfinkel och IFK Norrköping om att bryta kontraktet i förtid.